# Calle Gimnasio (Bilbao)
La calle del Gimnasio es una vía de Bilbao, territorio histórico de Vizcaya. Comienza en la de Cortes y termina en la calle Cantera.
Su nombre es de origen popular y proviene de una construcción destinada a la actividad gimnástica que al edificarse configuró la trama urbana de aquel lugar, entre las tres calles que serían denominadas La Laguna, Cortes y Gimnasio. Se llama así por decisión del pleno municipal del 21 de julio de 1881.

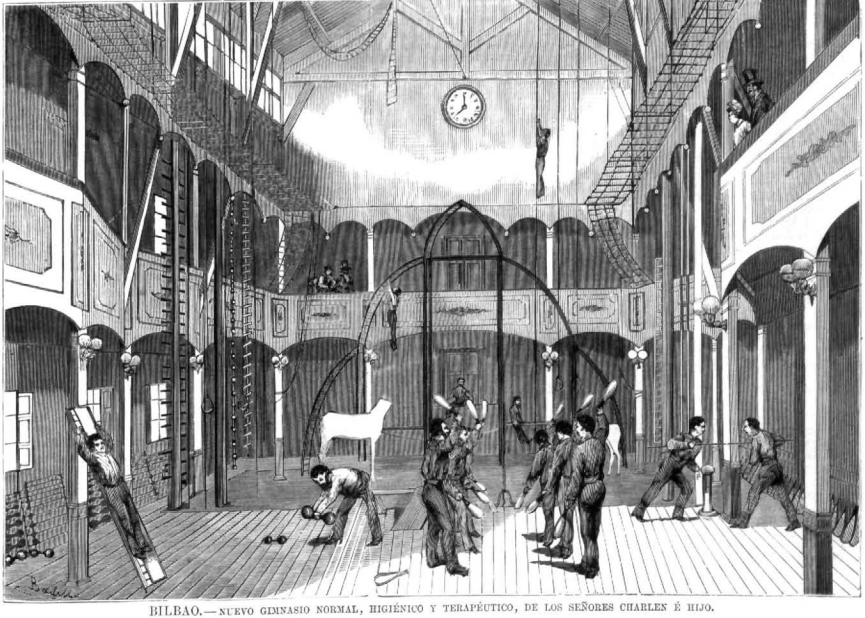
Gimnasio de Paulino Charlén

## Historia

### El gimnasio de Paulino Charlén
Paulino Charlén fue hasta 1866 profesor de gimnasia del Colegio General de Vizcaya, primer centro docente que estableció la disciplina de gimnasia de modo oficial en España. La dimisión de este cargo no supuso para Charlén el abandono de la educación gimnástica ya que, además de atender a sus actividades empresariales relacionadas con la fabricación de pólvora, puso en marcha un gimnasio en la calle Jardines del casco viejo de Bilbao.
El éxito de ese gimnasio hizo que Paulino Charlen construyera otro de mayores dimensiones junto a la casa que construía en 1871 a los pies del monasterio de La Concepción, en el paraje denominado La Cantera, territorio de Abando. 
En 1873 se inicia la construcción del que fue denominado GRAN GIMNASIO DE BILBAO. Tenía 41 metros de fachada, 17 de fondo y 11 de altura. El maestro de obras fue Francisco Elejalde. Era el sueño acariciado durante años por el padre de Paulino, Francisco Charlén. Ambos marcharon a París para conocer el gimnasio de Triat, considerado el mejor de su época.
Contó con las más modernas instalaciones, algunos aparatos importados de Francia y otros construidos aquí. Se encomendó su dirección a Felipe Serrate Martínez, quien era tenido en Bilbao por “apóstol de la gimnasia”.
El dibujo de su interior que realizó Anselmo Guinea y el espacio ofrecido por la prensa a la iniciativa nos acercan a la magnitud del proyecto:
“El Gimnasio Bilbaíno se ha construido de nueva planta en la falda septentrional de la férrea colina de Mirabilla, hacia donde la población ha ido extendiendo su hermoso caserío. Desde allí se domina en primer término la rica y culta villa, y en segundo el populoso y ameno valle, y aún el mar en que este termina dos leguas más abajo, sin que la población apenas se interrumpa”.
“El Señor Charlen, aventajado profesor, ha hecho un verdadero sacrificio al abrir en Bilbao y en las circunstancias actuales (en referencia, sin duda, al estado de sitio que padecía Bilbao) un establecimiento que no creemos haya otro mejor y quizás el único en España, y por ello merece la gratitud principalmente de sus convecinos, los cuales le deben la más decidida protección.
En el gimnasio del Señor Charlen nada falta, todo está allí montado con arreglo a las más modernas innovaciones y son innumerables los aparatos  para toda clase de ejercicios. El local es magnífico, con su elevado techo espacioso y por su situación ventilada.
Hemos visto los precios de las lecciones y en verdad que no pueden ser más económicos.
Deseamos al Señor Charlen, pues acreedor es a ella, cumplida recompensa a sus afanes y sacrificios”. IRURAC-BAT. 26 de octubre de 1875.
Esta actividad sólo duró un año, ya que los efectos de la guerra carlista (1872-1876) la paralizaron y el salón fue ocupado por las tropas liberales. Finalizado el sitio carlista su emplazamiento en los Barrios Altos se demostró poco funcional para la clase social que practicaba la gimnasia, lo que hizo que el proyecto fuese perdiendo músculo. Los Charlén reciclaron el espacio, dando lugar en él a bailes públicos hasta que tras la muerte de Paulino, el 20 de mayo de 1883, su viuda Felipa Quintana alquiló el gimnasio como salón-teatro de bailes y máscaras, abriendo “de las nueve de la noche a las dos de la madrugada, los domingos a precios populares”. Albergó también combates de gallos y atracciones diversas.

### El Teatro Romea
Inaugurado con el nombre de Teatro Romea, el 5 de abril de 1885 se ofrecieron en el antiguo gimnasio dos piezas de zarzuela tituladas Entre mi mujer y el negro y La canción de Lola.
Camilo Vidal Ruiz  aparece como su primer empresario y posteriormente, desde ese mismo año, Fermín Ugarte como propietario del Teatro Romea, “sito en la calle Cantera”. Es muy probable que el edificio tuviese acceso por esa calle, que después pasaría a ser denominada de La Laguna, ya que sus fachadas daban a ésta y a la de Gimnasio.
Precisamente en la lonja del nº5 de La Laguna, frente al teatro, abrió su sede local la primera Agrupación Socialista Bilbaína en 1889, aunque el primer Centro Obrero estuvo en el 2.º piso de una casa de la calle Marzana, situado encima del café denominado el Pequeño. Este Centro se estableció en noviembre de 1891 en la plaza de los Tres Pilares, y en 1907 la Federación de Sociedades Obreras se trasladó de allí al local que hasta entonces utilizaba el Orfeón Bilbaíno en la calle de la Torre.

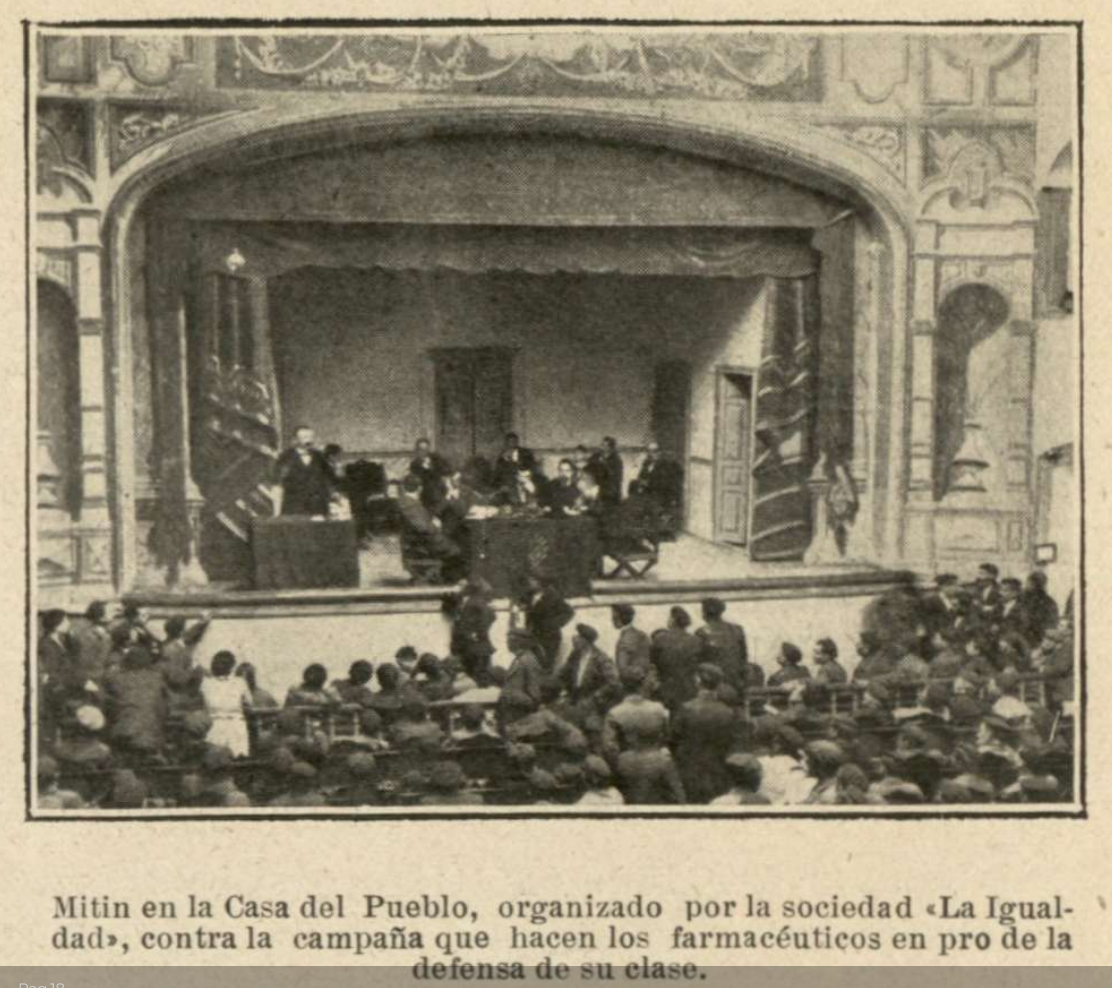
Mitin del 1 de mayo de 1914 en el Teatro Romea.

Para la celebración de sus asambleas las organizaciones de trabajadores recurrieron frecuentemente desde 1890 a alquilar el Teatro Romea. También utilizaron para sus mítines la cercana plaza de la Cantera, dirigiéndose al público desde las escalinatas proyectadas por Hoffmeyer en 1882 que comunicaban ésta con la calle Concepción.
En el Teatro Romea se celebraron numerosos actos políticos, como el del 25 de enero de 1891 con participación de Pablo Iglesias el abuelo. Pero fue también escenario de sucesos luctuosos, como los del 31 de mayo de ese mismo año, cuando Marsal, delegado gubernamental, ordenó a sus agentes desenvainar los sables y poner fin a un mitin organizado para protestar por la mala calidad y falta de peso del pan. A un disparo suyo cayó muerto un trabajador anarquista de apellido Mondragón. Resultaron también heridas numerosas personas y más de un centenar fueron detenidas. Se sucedieron hasta la madrugada las cargas policiales y se ordenó el cierre de la sede obrera de la calle La Laguna.
Indalecio Prieto residió en una casa que compartía medianera con el teatro y comenta en sus memorias cómo es cuchaba las representaciones desde su cama. También Vicente Blasco Ibáñez y Joaquín Zugazagoitia retrataron este espacio de los Barrios Altos en sus novelas El Intruso, El Botín y El Asalto.

### La Casa del Pueblo
César Estornes informa de que “el Gimnasio-Teatro Romea se convirtió en la Casa del Pueblo del PSOE, hasta el año 1912, que se demolió”.
Es posible que sufriera una gran reforma o reedificación ya que un artículo del diario El Liberal firmado por El Intruso, tal vez correspondiente a Julián Zugazagoitia Mendieta, recordaba cómo el Teatro Romea fue adquirido por las sociedades obreras para destinarlo a Casa del Pueblo y cómo fue inaugurado el 1 de enero de 1913. El edificio era todavía propiedad de los herederos hijos de Paulino Charlén, que embolsaron por su venta 43.500 pesetas en tres plazos. Esa cantidad se recaudó mediante donativos de particulares, créditos avalados por las Sociedades de resistencia y por la emisión de acciones.
Representaba a la Casa del Pueblo un comité compuesto por delegados de las 37 Sociedades obreras en ella domiciliadas. Allí tenían también su domicilio la sociedad de socorro mutuo La Igualdad, la Agrupación Socialista de Bilbao, la Juventud Socialista, el Grupo Femenino Socialista y el Comité Regional de Agrupaciones Socialistas”.
En 1931 la Federación de Sociedades Obreras de Bilbao presentó al Ayuntamiento para su estudio la propuesta de edificar una nueva Casa del Pueblo en el solar dejado por el derribo del cuartel de San Francisco, donde después acabó edificando Viviendas Municipales Sociedad en Comandita el actual parque de viviendas del Corazón de María, y en 1933 el arquitecto y fundador del PNV Luis Arana Goiri se encargó del derribo de la Casa del Pueblo, antiguo Teatro Romea, y de la edificación de viviendas en su solar, el nº1 de la calle Gimnasio y los primeros números pares de la calle La Laguna.

### Calle Facundo Perezagua
Facundo Perezagua fue el primer líder obrero socialista en Vizcaya. Tras su muerte el 29 de abril del 1935 el Ayuntamiento de Bilbao decidió poner su nombre a la calle Gimnasio. Así, el 3 de mayo de 1936 el alcalde Ernesto Ercoreca descubría un busto de Perezagua y una placa de callejero con su nombre en la esquina con la calle Cortes, donde habían instalado una tribuna desde la que pronunciaron sus discursos, además del propio alcalde, los comunistas compañeros del homenajeado, Zapirain y Astigarrabia. Perezagua había fallecido en su domicilio de esa misma calle y además de ser vecino regentaba una taberna a escasos metros de allí.
En la misma calle existió también desde principios de 1935 un singular lugar de espectáculos llamado Cine Mickey, que compaginaba proyecciones cinematográficas con baile-taxi y alterne.
Las autoridades franquistas decretaron un nuevo cambio de denominación de esta calle el 6 de julio de 1937, inmediatamente después de su victoria local y en septiembre decidieron renombrarla como “calle del 19 de junio” en recuerdo de la fecha en que las tropas sublevadas tomaron la ciudad.
Tras su cierre el salón fue fragmentado y en sus bajos se instalaron numerosos locales hosteleros nocturnos dedicados al espectáculo, siendo muchas de las viviendas de los pisos de vecindad empleadas como muebles para el ejercicio de la prostitución. Como dejó escrito Jon Idigoras Gerrikabeitia en su libro El hijo de Juanita Gerrikabeitia fueron “lugar de esparcimiento, lugar de encuentro de clérigos y profesores, industriales y obreros de la construcción socialistas y patronos de empresa y toda clase de buscones y pillos... una escuela de la vida, donde muchos jóvenes aprendían muchas cosas necesarias sobre el sexo, algo que era un verdadero tabú”.
Al igual que sus calles aledañas, con las que componía el espacio universalmente conocido por “La Palanca”, la del Gimnasio fue tanto durante la república como en la dictadura una de las más frecuentadas del próspero Bilbao, al calor noctámbulo del alcohol, la carne y la farándula más canalla. En la década de 1980 los neones de Novedades, Niva, Pigalle y Papillón iluminaban cada noche esta corta, estrecha y empinada calle y fue en esa década, pero es entonces cuando inicia su degradación.

### SigloXXI

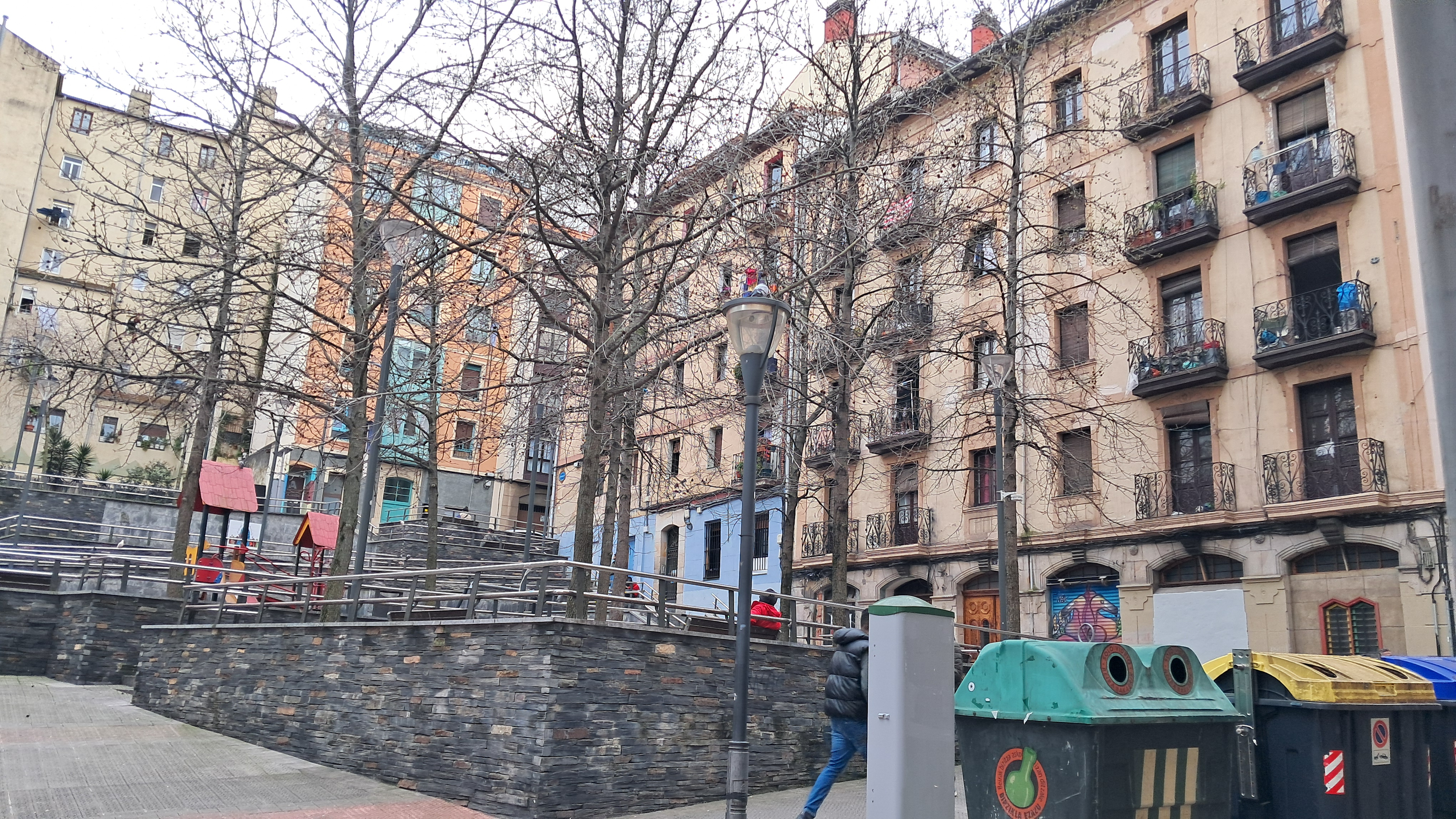
Plaza frente a la calle Gimnasio y casa de la familia Charlen al fondo. 2025.

Tras décadas de abandono, antes de la gran operación urbanística que constituyó a partir del 2000 la erección del último ensanche bilbaíno en Miribilla, el área de Bilbao la Vieja, San Francisco y Zabala es objeto de una intervención institucional que elimina edificios existentes y abre nuevas vías de comunicación interna en esos barrios, lo que afecta a las calles Gimnasio y La Laguna que quedan irreconocibles terminado el siglo XX.
A la política de derribos ha sucumbido el espacio situado entre las calles Gimnasio, Cortes y La Laguna, donde originariamente estuvo el gimnasio de Charlén, convertido en una plazuela escalonada dotada de arbolado, mobiliario urbano y una pequeña área para juego infantil, sin actividad comercial alguna y con unas nuevas edificaciones cuyo intento de integración en la tradicional trama urbana es cuando menos cuestionable.